# Patrice Michaud
Patrice Michaud (Cap-Chat, 1er novembre 1980) est un auteur-compositeur-interprète québécois. L'œuvre musicale de Michaud est caractérisée par des sonorités folk rock et une forte présence sur scène.

## Biographie
Michaud passe son enfance à Cap-Chat, sur la rive-nord de la péninsule gaspésienne. Il quitte sa Gaspésie natale pour la ville de Québec en 2000, où il poursuit des études universitaires en littérature française à l'Université Laval après un DEC en arts au Cégep de Rimouski.
Sa carrière musicale prend son envol avec sa participation à plusieurs festivals de musique émergente. Récipiendaire de trois prix au Festival en chanson de Petite-Vallée en 2008, Michaud remporte ensuite la palme du Festival international de la chanson de Granby l'année suivante, devant Karim Ouellet, Salomé Leclerc et Michèle O.
Sa performance à Granby lui permet de partir en tournée et de s'associer au réalisateur David Brunet (Cœur de pirate, Daniel Boucher), qui agissait comme directeur musical à Granby pour réaliser son premier album, Le triangle des Bermudes, qui sort au printemps 2011. La tournée d'une centaine de spectacles qui suit le lancement de ce premier album le conduira aux quatre coins du Québec, au Nouveau-Brunswick, en Saskatchewan et en Ontario. Il se produira à plusieurs reprises en première partie de Vincent Vallières et de Michel Faubert. Brunet reçoit le prix Félix de la meilleure réalisation pour l'album alors que la performance de conteur de Michaud lui mérite le prix du meilleur scripteur au même gala. Il reçoit aussi une nomination comme révélation de l'année lors du 34e Gala de l'ADISQ de 2012.
Michaud se concentre sur la préparation de son second album durant l'année 2013 et s'associe au guitariste de Vincent Vallières, Andre Papanicolaou pour réaliser Le feu de chaque jour. L'album, qui est lancé le 4 février 2014, connaît beaucoup de succès sur les radios commerciales avec notamment le premier extrait Mécaniques générales. La chanson aux accents pop et folk se méritera le prix de la chanson SOCAN, et sera utilisée dans les campagnes publicitaires télévisées de Pepsi et de Honda au Québec.
Il est périodiquement invité d'honneur à l'émission humoristique La soirée est (encore) jeune.
L’artiste remporte le Félix dans la catégorie Album de l’année - Folk avec son album Le feu de chaque jour lors du 36e Gala de l’ADISQ. Le spectacle pour cet opus lui a permis de décrocher le Félix de Spectacle de l’année - Auteur-compositeur-interprète et de Scripteur de l’année en 2015.
Au cours de l’hiver 2017, Michaud dévoile un troisième album, Almanach, dont le premier extrait, Kamikaze, remporte un vif succès et est couronné Chanson de l’année au Gala de l’ADISQ la même année. L’artiste y remporte aussi le Félix Interprète masculin de l’année et qu’il décroche pour une deuxième fois l’année suivante (2017-2018). L’auteur-compositeur-interprète conquis une fois de plus les foules avec sa tournée Almanach qui s’est conclue lors de la saison estivale en 2018 avec le spectacle Patrice Michaud et les Majestiques. Conçu pour les festivals, ce concert inédit a notamment été présenté sur les Plaines d’Abraham dans le cadre du Festival d’été de Québec. 
À l’été 2019, il participe au Festival en chanson de Petite Vallée en tant qu’artiste-passeur.
En 2020, Michaud offre le spectacle Un Michaud sur son 36, en mode symphonique avec l’Orchestre symphonique de Québec, qui a notamment été présenté au Grand Théâtre de Québec et à la Salle Wilfrid-Pelletier de la Place des Arts à Montréal. Cette même année, l’auteur-compositeur-interprète dévoile deux chansons de son nouvel album à paraître en 2021, La grande évasion et À qui l'aura, sous l'étiquette La maison fauve.
En 2021, Patrice Michaud est l'animateur des variétés de l’émission Star Académie présentée sur les ondes de TVA.
La même année, il écrit l'ouvrage jeunesse La soupe aux allumettes, illustré par Guillaume Perreault et publié aux Éditions Fonfon. L'ouvrage est lauréat du Prix des libraires du Québec 2022 catégorie Québec - Jeunesse.

## Ouvrage jeunesse
- La soupe aux allumettes, texte de Patrice Michaud, illustrations de Guillaume Perreault, Montréal (Québec), Éditions Fonfon, 2021 Prix des libraires du Québec 2022 catégorie Québec - Jeunesse[19]